# رونان فابيرت
رونان فابيرت (بالإنجليزية: Ronan Vibert)‏ هو ممثل بريطاني، ولد في 23 فبراير 1964 في المملكة المتحدة.

## أعمال

### أفلام
- (2000) شبح مصاص الدماء[7]
- (2002) عازف البيانو[8][9]
- (2003) مهد الحياة[10]
- (2013) إنقاذ السيد بانكس[11][12][13][14]
- (2014) دراكولا غير مروي[14][15]

## وصلات خارجية
- رونان فابيرت على موقع IMDb (الإنجليزية)
- رونان فابيرت على موقع ألو سيني (الفرنسية)
- رونان فابيرت على موقع ميوزك برينز (الإنجليزية)
- رونان فابيرت على موقع ديسكوغز (الإنجليزية)
- رونان فابيرت على موقع قاعدة بيانات الفيلم (الإنجليزية)